# Collins (kráter)

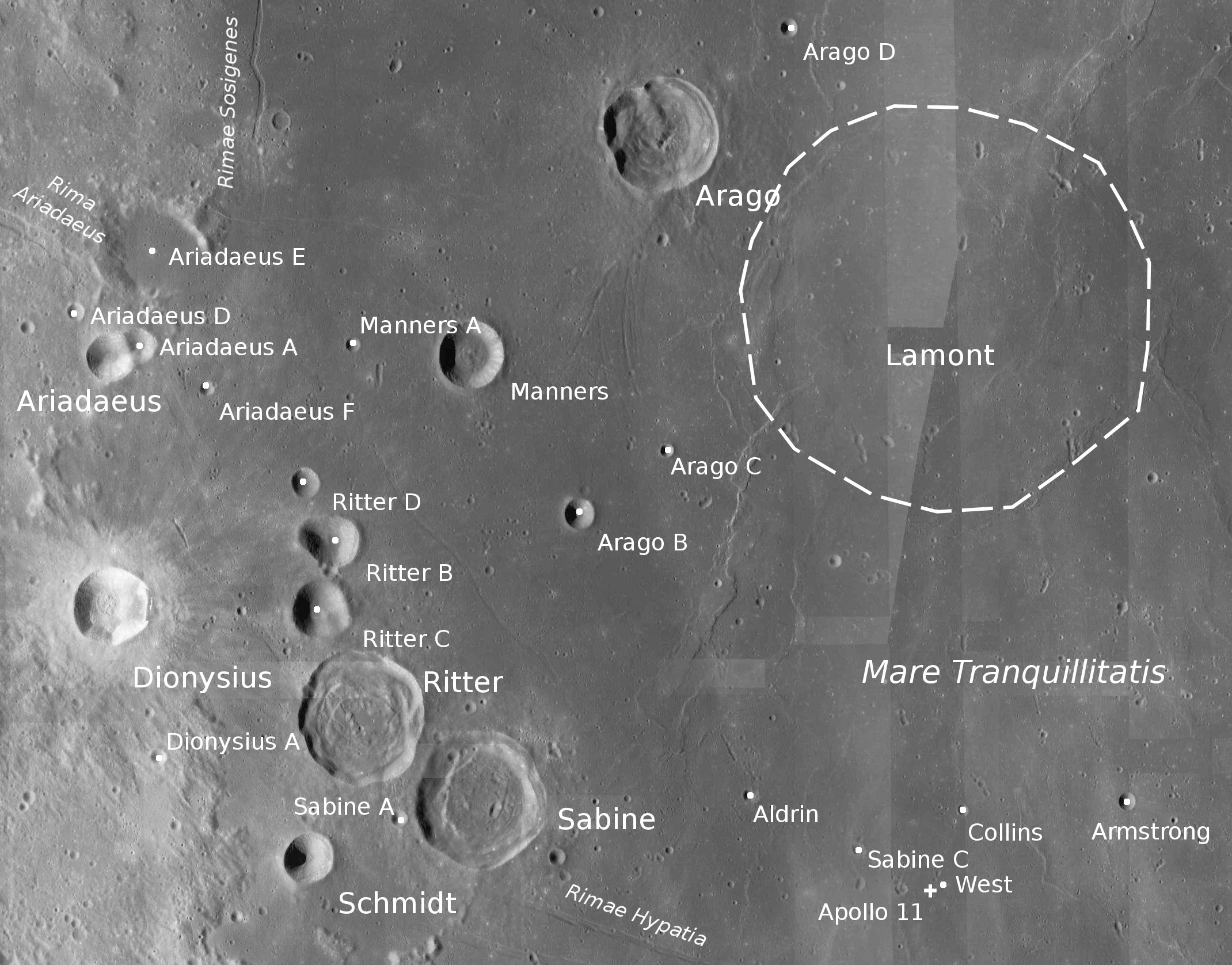
Poloha kráteru Collins (v pravém dolním rohu fotografie).

Collins je malý měsíční kráter nacházející se na přivrácené straně Měsíce na jihozápadním okraji Mare Tranquillitatis (Moře klidu) poblíž rovníku. Má průměr 2,4 km, pojmenován je podle amerického astronauta Michaela Collinse z vesmírné expedice Apollo 11, která přistála nedaleko. Členy expedice byli i Neil Armstrong a Edwin Eugene Aldrin, kteří oproti Michaelu Collinsovi přistáli i na povrchu Měsíce. Mezinárodní astronomická unie udělala v případě astronautů výjimku a pojmenovala po nich krátery na Měsíci (obvykle se nepojmenovávají po žijících osobách). Kráter Aldrin leží západně od Collinse, kráter Armstrong východně na 25° poledníku východní délky. Jižně se táhne široká brázda soustavy Rimae Hypatia, více západně leží dvojice kráterů Sabine a Ritter.
Než Mezinárodní astronomická unie přejmenovala kráter Collins na současný název, měl označení Sabine D. Poblíž dopadla americká vesmírná sonda Ranger 8 (1965) a přistála sonda Surveyor 5 (1967).